# A Marca na Parede
A Marca na Parede (The Mark on the Wall no original) é a primeira história publicada por Virginia Woolf . Foi publicado em 1917 como parte da primeira coleção de contos escritos por Virginia Woolf e seu marido, Leonard Woolf, chamada Two Stories . Posteriormente, foi publicado em Nova York em 1921 como parte de outra coleção intitulada Monday or Tuesday .

## Resumo
A Marca na Parede é escrita em primeira pessoa, como um monólogo de um “ fluxo de consciência ”. O narrador percebe uma marca na parede e, a partir daí, inicia uma reflexão sobre o funcionamento da mente e outros conceitos. Temas de religião, autorreflexão, natureza e incerteza são explorados. O narrador relembra o desenvolvimento dos padrões de pensamento, começando na infância.

## Recepção
O estilo de Woolf em A Marca na Parede tem sido frequentemente analisado por escritores literários; a história é usada como exemplo de escrita introspectiva .
A história serviu de base para o teatro musical "The Mark on the Wall" de Stepha Schweiger, que estreou em 2017 no Tête à Tête - The Opera Festival de Londres na Royal Academy of Dramatic Arts .

## Publicação
A Marca na Parede foi incluída em várias antologias.
- Woolf, Virgínia. "Uma marca na parede." A Antologia Norton de Literatura Inglesa. Vol. F. Ed. 8ª edição. Ed. Stephen Jahan Ramazani; Greenblatt; M. H. Abrahms; Jon Stallworthy. Nova York: WW Norton, 2005.
- Woolf, Virgínia. "Uma marca na parede." Casa Assombrada e outras histórias . Hogarth Press, Londres, 1944.[5]
- Woolf, Virgínia. (28 de março de 2014). Segunda ou Terça: Oito Histórias . Comece os clássicos. pp. 39–.  .
- Woolf, Virgínia. "A marca na parede." A coleção Wordsworth de contos clássicos . Edições Wordsworth, 2007. pp. 1334-.